# Guadalajara (tartomány)
Guadalajara egy tartomány Spanyolországban, Kasztília-La Mancha autonóm közösségben.